# In cerca d'amore (film 1964)
In cerca d'amore è un film del 1964, diretto dal regista Don Weis, una commedia musicale romantica del 1964 con protagonista la famosa cantante Connie Francis .

## Trama
Libby Caruso, ha trascorso un mese intero cercando di entrare nel mondo dello spettacolo con il suo canto, ma non ci è riuscita. Libby decide quindi di andare in pensione e trovare un lavoro dove possa incontrare l'uomo giusto e sposarsi. È interessata a continuare la conoscenza di Paul Davis, un uomo che ha incontrato al supermercato, ma Paul non è interessato.
Libby in seguito crea un appendiabiti che chiama "Lady Valet". Questo prodotto interessa a Paul che vuole promuoverlo e porta  Libby al The Tonight Show con Johnny Carson per far conoscere i suoi prodotti. Quando Libby racconta che in passato era una cantante, Carson le chiede di cantare. La carriera di cantante di Libby decolla e Paul si interessa a lei. La donna però ha cambiato idea e si è innamorata di un giovane droghiere. Paul decide quindi di far la corte alla compagna di stanza di Libby, Jan.
Gran parte del cast di supporto proviene dal primo ruolo cinematografico di Francis, Where the Boys Are (1960). Appaiono anche alcuni cameo di celebrità, tra cui Johnny Carson, Danny Thomas, Paula Prentiss, George Hamilton e Yvette Mimieux . Questo film è stato il primo cameo cinematografico di Johnny Carson, e il suo debutto cinematografico.

## Accoglienza
Johnny Carson era solito scherzare sul fatto che Looking for Love fosse così brutto da poter essere trasferito su una pellicola di nitrato infiammabile. Nel 1987, Gene Siskel e Roger Ebert sono apparsi al The Tonight Show e hanno portato con sé una presunta clip dal loro programma di recensioni di film, in cui hanno recensito la performance di Carson in Looking For Love . Gene ha distrutto la recitazione di Johnny, mentre Roger ha dato un "pollice in su", dopo di che ha ammesso di aver ricevuto un milione di dollari e altri premi per una recensione positiva.

## Sequel non realizzato
Francis avrebbe dovuto realizzare un film successivo, Pizza for Breakfast, ma non è mai stato girato.

## Distribuzione
Looking for Love è stato rilasciato in DVD dalla Warner Home Video il 12 settembre 2011 tramite il suo servizio DVD-on-demand Warner Archive disponibile presso i rivenditori online.